# Bengalla
Bengalla is een monotypisch geslacht van spinnen uit de  familie van de Ctenidae (kamspinnen).

## Soort
- Bengalla bertmaini Gray & Thompson, 2001